# Tor (Spanje)
Tor is een dorp in het uiterste noorden van de Spaanse autonome regio Catalonië. Het plaatsje, dat tegen de grens met de Andorrese parochie La Massana is gelegen, maakt deel uit van de gemeente Alins in de comarca Pallars Sobirà (provincie Lleida) en telt 25 inwoners (2005). De grens met Andorra wordt er onder meer gevormd door de bergpas Port de Cabús (2328 m), waar de Andorrese hoofdweg CG-4 eindigt. 
Vroeger stond Tor bekend als een plaats waarlangs veel tabakproducten illegaal vanuit Andorra Spanje werden binnengebracht. Het plaatsje is eveneens berucht vanwege een ernstig lokaal conflict rond de eigendom van een bergtop, waarbij drie mensen werden vermoord. Later verscheen over deze zaak het boek Tor: tretze cases i tres morts ('Tor: dertien huizen en drie doden') van journalist Carles Porta i Gaset.

## Bezienswaardigheden
- Sint-Petruskerk (Catalaans: església de Sant Pere de Tor)

Ainet de Besan · Alins · Araós · Àreu · Besan · Norís · Tor